# St. Gallenkirch
St. Gallenkirch ist eine Gemeinde im österreichischen Bundesland Vorarlberg mit 2222 Einwohnern (Stand 1. Jänner 2025). Die vom Fremdenverkehr geprägte Gemeinde liegt im Montafon im Bezirk Bludenz und gliedert sich in die Ortsteile St. Gallenkirch, Gargellen und Gortipohl.

## Name
St. Gallenkirch leitet den Namen vom Patron der Pfarrkirche, dem Heiligen Gallus, ab. Bereits 1305 wird hier eine dem hl. Gallus geweihte Kapelle erwähnt.

## Geografie

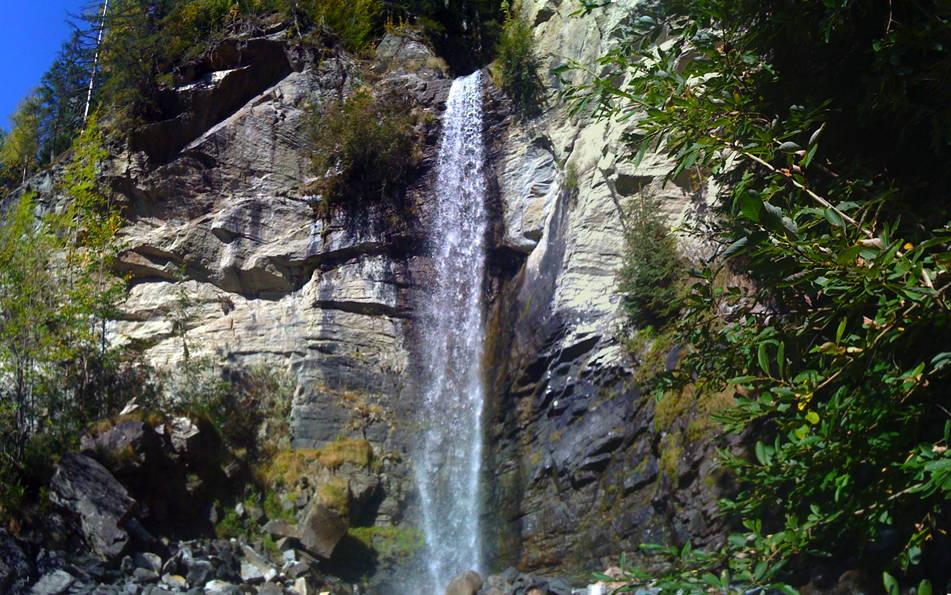
Wasserfall des Balbierbaches in Gortipohl

Der Ort St. Gallenkirch liegt auf 878 Metern Höhe. Hauptfluss ist die Ill, das Gemeindegebiet umfasst auch das Einzugsgebiet des Suggadinbachs. Im Westen steigt das Gemeindegebiet zum Rätikon an. Die höchsten Gipfel sind Gargeller Madrisa (2770 m), Rotbühelspitze (2835 m) und Isentällispitz (2872 m). Im Osten liegt der Verwall mit Zamangspitze (2386 m) und Valschavieler Maderer (2769 m).
Mit einem Gemeindegebiet von 127,86 Quadratkilometer ist St. Gallenkirch die Gemeinde des Bundeslandes mit der zweitgrößten Fläche. 29 Prozent dieser Fläche sind bewaldet, 39 Prozent sind Almen und weitere 26 Prozent zählen zum hochalpinen Gebiet; nur 4 Prozent sind landwirtschaftliche Nutzfläche.

### Gemeindegliederung
Links der Ill, im Westen des Kirchdorfs, liegt der Ortsteil Galgenul mit den Talstationen der Valiserabahn und der Grasjochbahn.
Dahinter, etwa fünf Kilometer am Suggadinbach entlang den Berg hinauf, liegt auf einer Höhe von 1423 m ü. A. das kleine Bergdorf Gargellen mit 129 Einwohnern (Stand 1. Jänner 2025). Der ehemalige Maisäss ist der höchstgelegene Ort im Montafon. Gargellen ist stark vom Tourismus geprägt, es gibt eine Vielzahl von Hotels, Pensionen, Privatzimmern und Ferienwohnungen.
Taleinwärts des Kirchdorfs, auf einer Höhe von etwa 950 m ü. A., liegt das Dorf Gortipohl mit 667 Einwohnern (Stand 1. Jänner 2025), der Pfarrkirche und einem Wasserfall.

### Nachbargemeinden
| Tschagguns | Schruns                                     | Silbertal |
| Luzein     | Kompassrose, die auf Nachbargemeinden zeigt | Gaschurn  |
|            | Klosters                                    |           |

## Geschichte
Die Habsburger regierten die Orte in Vorarlberg wechselnd von Tirol und Vorderösterreich (Freiburg im Breisgau) aus. Von 1805 bis 1814 gehörte der Ort, wie ganz Vorarlberg und Tirol, zu Bayern, danach wieder zu Österreich. Zu Vorarlberg gehört St. Gallenkirch seit der Gründung des Landes im Jahre 1861.
Im schweren Lawinenwinter 1689 fanden in St. Gallenkirch/Gortipohl 18 Menschen den Tod. 1801 starben über 30 Menschen, meist Kinder, an den Pocken und 1920 trat die Ruhr in St. Gallenkirch auf.
Während des Zweiten Weltkrieges waren viele Männer der Gemeinde vor allem als Gebirgsjäger in Divisionen in Norwegen und Jugoslawien. Über Gargellen versuchten während der Zeit der NS-Terrorherrschaft in Österreich zahlreiche vom NS-Staat Verfolgte in die benachbarte Schweiz zu fliehen. Diese Fluchtversuche gelangen nicht immer und nahmen häufig auch ein tödliches Ende, wie etwa die Tragödie des Jahres 1942 aufzeigt, als sich die beiden jüdischen Schwestern Elisabeth und Martha Nehab aus Berlin in der Arrestzelle in St. Gallenkirch nach einem gescheiterten Fluchtversuch gemeinsam das Leben nahmen, um der Deportation in ein Vernichtungslager zu entgehen.
Nach der Befreiung Österreichs vom Nationalsozialismus war St. Gallenkirch wie ganz Vorarlberg von 1945 bis 1955 Teil der französischen Besatzungszone in Österreich.

### Bevölkerungsentwicklung
1821 hatte Sankt Gallenkirch 1490 Einwohner, die 382 Häuser bewohnten.
Der Ausländeranteil lag Ende 2002 bei 9,9 Prozent.
Nach Jahrzehnten des Einwohnerwachstums, in denen Geburten- und Wanderungsbilanz positiv waren, nahm in den Jahren von 2001 bis 2011 die Abwanderung zu. Dies führte zu einem leichten Rückgang der Bevölkerung, der in den Jahren bis 2018 aber wieder gestoppt wurde.

## Kultur und Sehenswürdigkeiten

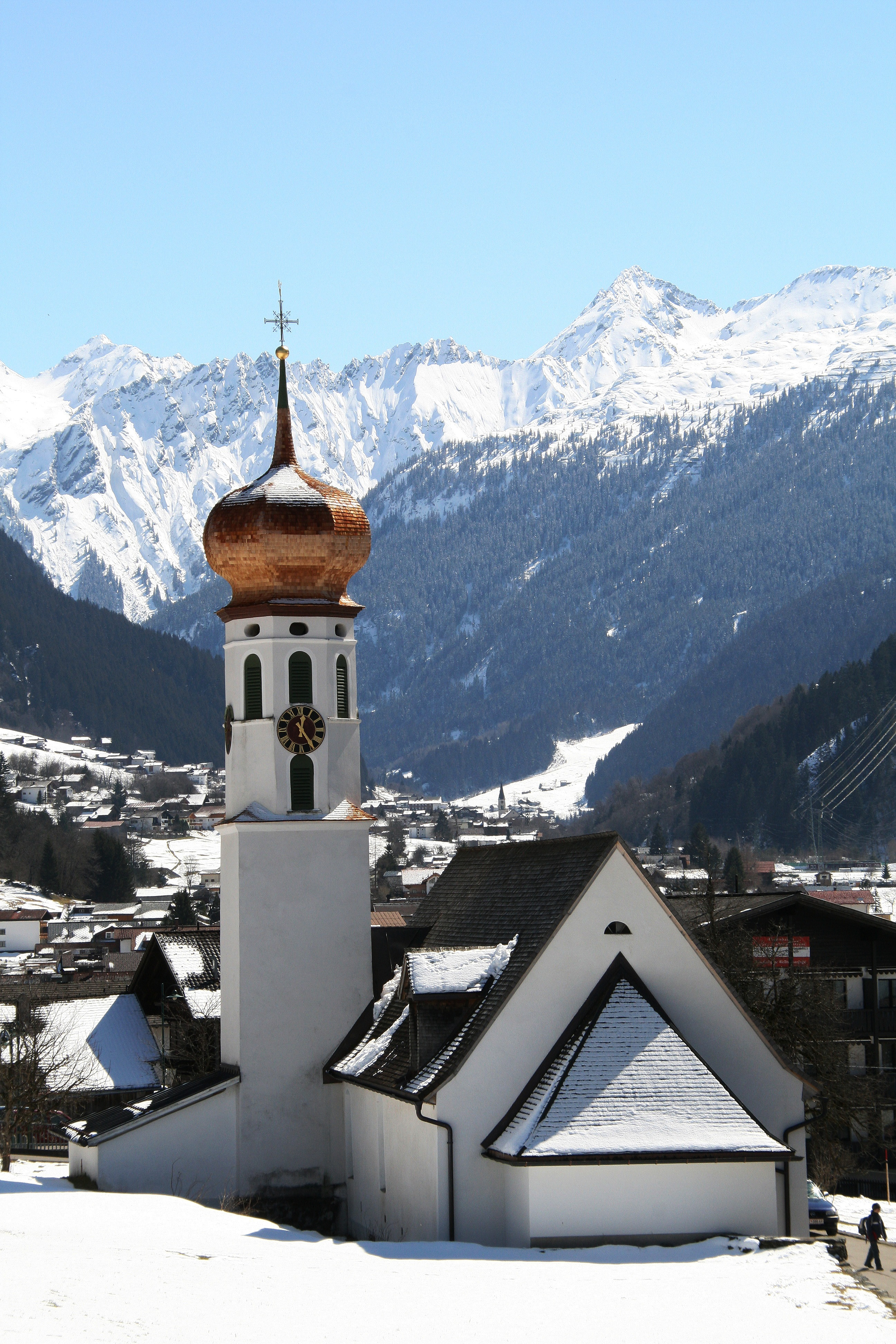
Kuratienkirche Gortipohl

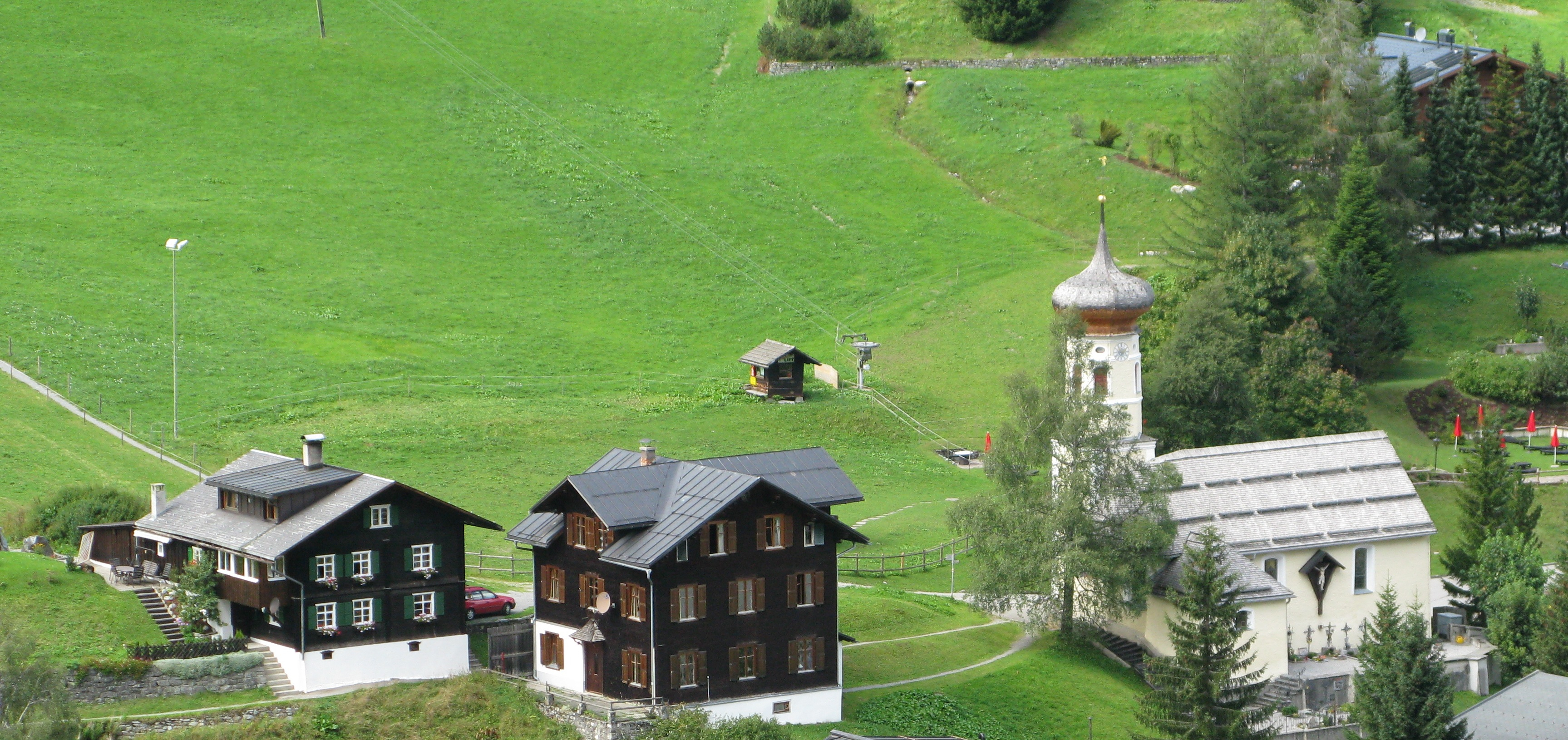
Kuratienkirche Gargellen

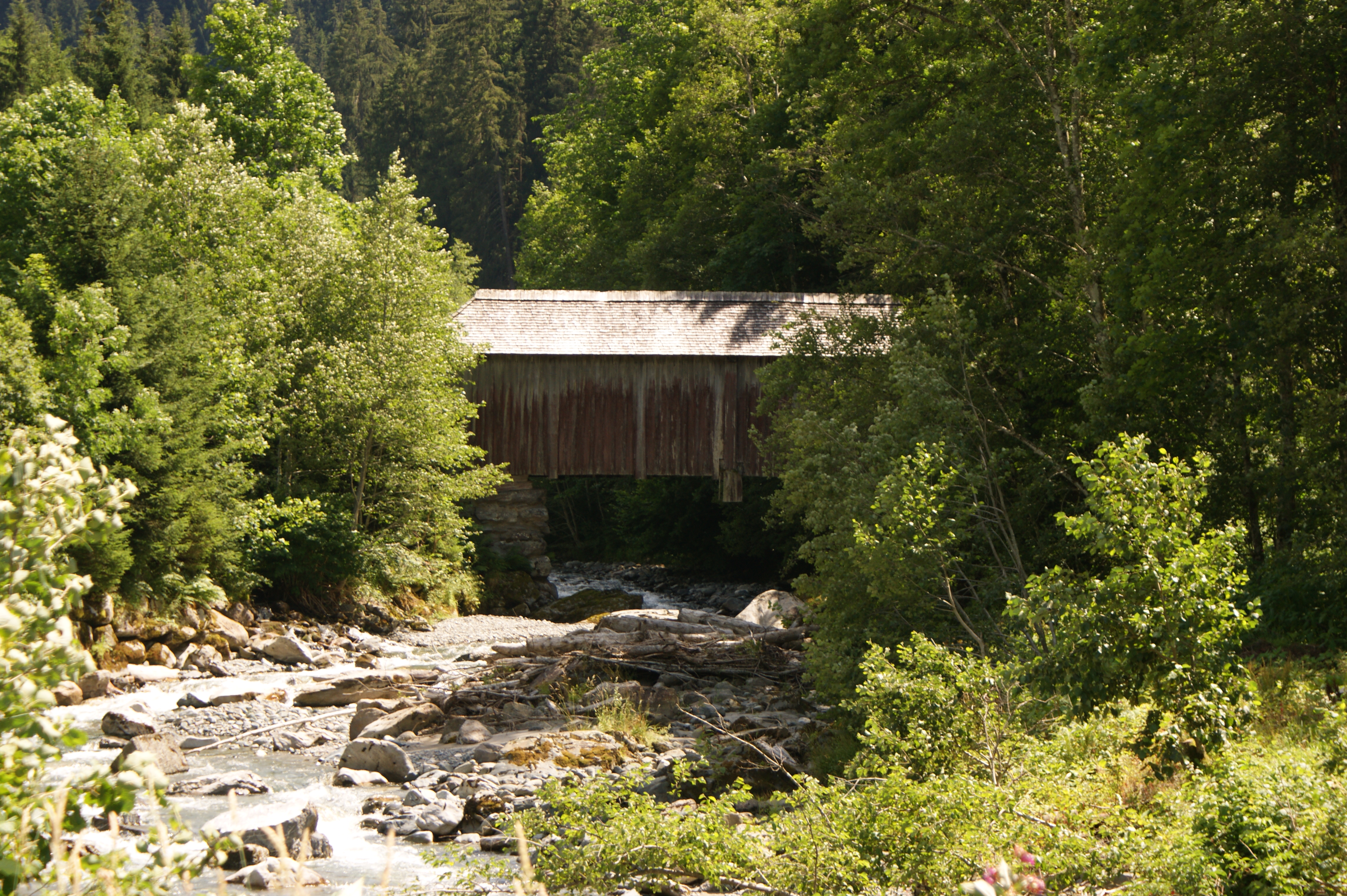
Überdachte Holzbrücke über die Ill

- Katholische Pfarrkirche St. Gallenkirch hl. Gallus in St. Gallenkirch: Ab 1307 stand an dieser Stelle eine Kapelle. Die Kirche wurde 1474 erbaut, 1669 erweitert mit Neubau des Turmes.
- Katholische Kuratienkirche Gortipohl hl. Nikolaus in Gortipohl: Bei der Renovierung der Kirche im Jahr 1959 wurde bei der Neueindeckung des Kirchturms eine Chronik aus dem Jahr 1854 entdeckt, die Aufschluss über die damalige Zeit gibt.[9]
- Katholische Kuratienkirche Gargellen hl. Maria Magdalena in Gargellen: Vermutlich ab 1411 stand an dieser Stelle eine Kapelle, und die Kirche wurde durch eine Stiftung von Peter Lentsch 1615 erbaut. Der Aufbau des Seitenaltars wurde 1674 von David Bertle erstellt.
- Die Maisäß Montiel ist noch eine der wenigen Montafoner Maisäßsiedlungen im ursprünglichen Zustand.
- Die überdachte Holzbrücke nach Gargellen über die Ill am Montafoner Hüsli.

## Wirtschaft und Infrastruktur
Am Ort gab es im Jahr 2003 68 Betriebe der gewerblichen Wirtschaft mit 949 Beschäftigten und 23 Lehrlingen. Lohnsteuerpflichtige Erwerbstätige gab es 1.176. Tourismus und Fremdenverkehr sind wichtig. Im Tourismusjahr 2007/2008 gab es insgesamt 553.408 Übernachtungen, davon 387.354 im Winter und 166.054 im Sommer.

### Bildung
In St. Gallenkirch und Gortipohl gibt es je einen Kindergarten sowie je eine Volksschule, und auch der kleine Ortsteil Galgenul besitzt noch eine eigene (einklassige) Volksschule. Die Hauptschule Innermontafon der Gemeinden St. Gallenkirch und Gaschurn befindet sich in Gortipohl.
Am Ort gab es 239 Schüler im Schuljahr 2007/2008, von denen 86 Kinder eine der drei Volksschulen besuchen und 128 Schüler die Hauptschule.

## Politik

### Gemeindevertretung
In Vorarlberg wählen die Bürger alle fünf Jahre die Mitglieder der Gemeindevertretung durch Ankreuzen eines Listen-Wahlvorschlages bzw. durch Mehrheitswahl wenn kein Listenvorschlag vorliegt. Weiters den Bürgermeister durch Ankreuzen eines Wahlvorschlages.
Die Gemeindevertretung wählt in der konstituierenden Sitzung aus ihrer Mitte – sofern keine Wahl durch die Bürger zustande kam – gemäß § 61 Gemeindegesetz einen Bürgermeister und dann einen mindestens dreiköpfigen Gemeindevorstand. Die Zahl dieser „Gemeinderäte“ darf aber gemäß § 55 den vierten Teil der Zahl der Gemeindevertreter nicht übersteigen.
Der Bürgermeister führt den Vorsitz bei den generell öffentlichen Sitzungen der Gemeindevertretung, in denen kommunale Belange besprochen und Beschlüsse gefasst werden. Beobachter haben kein Mitspracherecht und kein Stimmrecht. Die Gemeindevertretung kann nach Bedarf Ausschüsse bestellen. Sitzungen des Gemeindevorstandes und der Ausschüsse sind nicht öffentlich.

#### Sitzverteilung nach den Wahlen
- Gemeindevertretungswahlen 1985: SPÖ 10, ÖVP 7, Unabhängige Ortsliste 1.[12]
- Gemeindevertretungswahlen 1990: SPÖ 13, ÖVP 4, Lebenswerte Heimat 1.[13]
- Gemeindevertretungswahlen 1995: SPÖ 13, ÖVP 6, Lebenswerte Heimat 3.[14]
- Gemeindevertretungswahlen 2000: SPÖ 10, ÖVP 9, FPÖ und Lebenswerte Heimat 2.[15]
- Gemeindevertretungswahlen 2005: SPÖ 11, ÖVP 9, Lebenswerte Heimat und FPÖ 1.[16]
- Gemeindevertretungswahlen 2010: ÖVP 11, SPÖ 9, Lebenswerte Heimat und FPÖ 1.[17]
- Gemeindevertretungswahlen 2015: SPÖ 12, ÖVP 9.[18]
- Gemeindevertretungswahlen 2020: SPÖ 12, ÖVP 9.[19]
- Gemeindevertretungswahlen 2025: Metnand Föranand 9, ÖVP 8, FPÖ 4.[20][21]

### Bürgermeister
- 1945–1950 Martin Salzgeber[22]
- 1950–1970 Hermann Mangard[22]
- 1970–1985 Raimund Wachter[22]
- 1985–2005: Fritz Rudigier (SPÖ)[22]
- 2005–2010: Arno Salzmann (SPÖ)[22][23]
- 2010–2015: Ewald Tschanhenz (ÖVP)[24]
- 2015–2025: Josef Lechthaler (SPÖ)[24]
- seit 2025: Elisabeth Kuster (ÖVP)[21]

### Gemeindewappen
Das Gemeindewappen, ein redendes Wappen, entstand im Jahre 1966 nach einem Entwurf des Schrunser Künstlers und Heraldikers Konrad Honold. Es zeigt den Hl. Gallus (mit seinem Attribut, dem Bären), eine Kirche und die beiden gekreuzten Schlüssel des Montafon. Die offizielle Beschreibung lautet: Ein in Göppelschnitt geteilter Schild, vorne in Gold eine rot bekleidete Mönchsgestalt (hl. Gallus) mit einem silbernen Wanderstab in der linken und einem silbernen Brot in der rechten Hand, vor einem kleinen silbernen Bären, hinten in Grün eine silberne schwarzbedeckte Kirche und unten in Schwarz zwei gekreuzte silberne Schlüssel.

## Persönlichkeiten

### Ehrenbürger der Gemeinde
- Josef Feurstein (1887–1973), Landtagsabgeordneter und Seelsorger

### Söhne und Töchter der Gemeinde
- Erika Netzer (1937–1977), Skirennläuferin
- Fritz Rudigier (1941–2015), Abgeordneter zum Vorarlberger Landtag und von 1985 bis 2005 Bürgermeister von St. Gallenkirch.
- Peter Spannring (* 1941), Politiker (SPÖ) und Kammerangestellter
- Ronald Stampfer (* 1976), Skirennläufer

### Personen mit Bezug zur Gemeinde
- Gabriele Juen (* 1963), ehemalige Landtagsabgeordnete (ÖVP)
- Markus Schairer (* 1987), Snowboardcross-Weltmeister 2009, SBX-Weltcupgesamtsieger 2008/09.
- Daniel Zugg (* 1993), Skibergsteiger
- Elias Leitner (* 2003), Snowboarder